# Sylvicola malayensis
Sylvicola malayensis är en tvåvingeart som först beskrevs av Edwards 1923.  Sylvicola malayensis ingår i släktet Sylvicola och familjen fönstermyggor. Inga underarter finns listade i Catalogue of Life.